# Maloměřice
Maloměřice (niem. Malmeritz) – miejska i katastralna części Brna, o powierzchni 408 ha. Leży na terenie gmin katastralnych Maloměřice i Obřany i Vinohrady.